# Melekli, Iğdır
Melekli là một thị trấn thuộc thành phố Iğdır, tỉnh Iğdır, Thổ Nhĩ Kỳ. Dân số thời điểm năm 2011 là 3.767 người.